# Lunnabjärs naturreservat
Lunnabjärs naturreservat är ett naturreservat i Höganäs kommun i Skåne län.
Området är naturskyddat sedan 1960 och är 3 hektar stort. Det består av en åsrygg som till största delen är bevuxen med  lövskog med stort inslag av ek. 